# Inna Sheshkil
Inna Iourievna Sheshkil (en russe : Инна Юрьевна Шешкиль ; mariée Ivanova), née le 20 juin 1971 à Makinsk, est une biathlète biélorusse à l'origine kazakhe.

## Biographie
En 1992, elle fait ses débuts internationaux à Novossibirsk, où elle est neuvième d'un individuel de Coupe du monde, puis obtient son seul titre international sur le championnat du monde à la course par équipes.
Son meilleur résultat est la quatrième place du sprint aux Jeux olympiques d'hiver de 1994. Une chute juste avant l'arrivée l'empêche de monter sur le podium et probablement sur la plus haute marche. Elle n'égale pas ce niveau de performance les saisons qui suivent, ayant une cinquième place au mieux en Coupe du monde à son actif à Osrblie en 1995-1996. En 1996, elle est deux fois championne des Jeux asiatiques et médaillée de bronze aux Championnats du monde de biathlon d'été.
En 1999, elle change de nationalité sportive pour la Biélorussie. Elle concourt principalement dans la Coupe d'Europe et prend sa retraite sportive en 2000.
Elle est la femme du biathlète Valery Ivanov.

## Palmarès

### Jeux olympiques d'hiver
| Épreuve / Édition   | Individuel | Sprint | Relais |
| ------------------- | ---------- | ------ | ------ |
| JO 1994 Lillehammer | 29e        | 4e     | -      |
| JO 1998 Nagano      | 54e        | 20e    | 11e    |

Légende :
- — : pas de participation à l'épreuve

### Championnats du monde
- Championnats du monde 1992 à Novossibirsk, Russie :
  -  Médaille d'or à la course par équipes (pour la CEI).

### Coupe du monde
- Meilleur classement général : 44e en 1997.
- Meilleur résultat individuel : 4e.

### Championnats du monde de biathlon d'été (cross)
- Médaille d'argent du relais en 1999 (avec la Biélorussie).
- Médaille de bronze du sprint en 1996 (avec le Kazakhstan).